# Quarter Moon in a Ten Cent Town
Albums de Emmylou Harris
Luxury Liner
(1977) Blue Kentucky Girl
(1979)
Quarter Moon in a Ten Cent Town (1978) est le 5e album solo de la chanteuse américaine de country rock Emmylou Harris.

## Présentation
Il a été 3e au classement pendant 41 semaines des ventes d'albums de musique country au Billboard Top Country Albums en 1978.
Trois chansons ont été bien classées au Billboard : "To Daddy" (écrite par Dolly Parton) fut #3, "Two More Bottles of Wine" fut #1 et "Easy from Now On" (coécrite par Carlene Carter) #12.
Deux membres du groupe The Band, Rick Danko et Garth Hudson, ont participé aux enregistrements.

## Titres de l’album
1. "Easy from Now On" (Susanna Clark/Carlene Carter Routh) – 3:07
2. "Two More Bottles of Wine" (Delbert McClinton) – 3:08
3. "To Daddy" (Dolly Parton) – 2:45
4. "My Songbird" (Jesse Winchester) – 3:07
5. "Leaving Louisiana in the Broad Daylight" (Rodney Crowell/Donivan Cowart) – 4:21
6. "Defying Gravity" (Jesse Winchester) – 4:16
7. "I Ain't Living Long Like This" (Rodney Crowell) – 4:08
8. "One Paper Kid" [avec Willie Nelson] (Walter Martin Cowart) – 2:58
9. "Green Rolling Hills" [avec Fayssoux Starling] (Utah Phillips) – 3:38
10. "Burn That Candle" (Winfield Scott) – 4:27

## Musiciens
- Emmylou Harris - voix, guitare
- Brian Ahern - guitare, guitare basse, percussions
- Dianne Brooks - voix
- James Burton - guitare
- Rodney Crowell - guitare, voix
- Rick Danko - flute, guitare basse, voix
- Hank DeVito - pedal steel guitare
- Emory Gordy - guitare basse
- Glen D. Hardin - piano, claviers
- Garth Hudson - saxophone
- Nicolette Larson - voix
- Albert Lee - guitare, mandoline, piano, voix
- Willie Nelson - voix
- Mickey Raphael - harmonica
- Ricky Skaggs - flute, viole
- Fayssoux Starling - voix
- John Ware - percussions, batterie